# Wolfram SystemModeler
Développé par Wolfram MathCore, Wolfram System Modeler est une plate-forme pour l'ingénierie ainsi que la modélisation et la simulation des sciences de la vie basées sur le langage Modelica. Cette plate-forme fournit un environnement de modélisation et de simulation graphique interactive et un ensemble de bibliothèques de composantes qui peut être personnalisé.

## Caractéristiques et fonctionnalités
Les fonctionnalités de Wolfram System Modeler comprennent: 
- Une interface utilisateur graphique pour la modélisation par glisser-déposer
- Un contrôle total des simulations avec un environnement interactif de notebooks, optimisé par Wolfram Language
- Des animations instantanées
- La possibilité d'effectuer vos propres calculs symboliques et numériques en accédant aux équations de modèle complètes et aux résultats de simulation de vos modèles
- Une interface utilisateur textuelle pour la modélisation, la simulation, la documentation et l'analyse Modelica basées sur des équations
- Une modélisation causale-A (basée sur des composants) et une modélisation causale (basée sur des blocs)
- Des composantes réutilisables permettant une exploration rapide de conceptions et de scénarios alternatifs
- Une bibliothèque complète de composantes intégrée[3] et un magasin de bibliothèque[4] supplémentaire
- Une modélisation multi-domaine, comprenant : 
  - Mécanique 1D et 3D
  - Électrique
  - Hydraulique
  - Thermodynamique
  - Technique de contrôle
  - Biologie des systèmes
- Des analyses de fréquence, de sensibilité et de fiabilité
- Une intégration avec Mathematica[5] pour l'analyse et la documentation des modèles et des simulations
- Une importation et une exportation via une interface de maquette fonctionnelle
- Un partage et une publication de modèles et de résultats de simulation dans des formats courants tels que PDF, HTML et LaTex

## Interface
L'interface principale de Wolfram System Modeler, Model Center, est un environnement graphique interactif comprenant un ensemble personnalisable de bibliothèques de composantes. Les modèles développés dans Model Center peuvent être simulés dans Simulation Center. Le logiciel offre également une intégration étroite avec l'environnement Mathematica. Les utilisateurs peuvent développer, simuler, documenter et analyser leurs modèles Wolfram System Modeler dans les notebooks de Mathematica. Le logiciel est utilisé dans le domaine de l'ingénierie ainsi que dans celui des sciences de la vie. 

## Éditions
Développé à l'origine par MathCore Engineering sous le nom de MathModelica, il a été acquis par Wolfram Research le 30 mars 2011. Il a ensuite été renommé Wolfram System Modeler, le 23 mai 2012 ,,, et s'intègre beaucoup mieux avec Mathematica. 

## Langage de modélisation
Wolfram System Modeler utilise le langage de modélisation Modelica, un langage gratuit, conçu pour la modélisation de systèmes physiques et pour prendre en charge le développement de bibliothèques et l'échange de modèles. Il s'agit d'un langage moderne construit sur une modélisation causale avec des équations mathématiques et des constructions orientées objet pour faciliter la réutilisation des connaissances de modélisation. Depuis la version 11.3, Wolfram Language prend en charge l'accès direct aux bibliothèques de Modelica pour la simulation et l'analyse de systèmes à partir d'une interface de notebooks. 

## Historique des versions[11]
| Nom / Version        | Date           |
| -------------------- | -------------- |
| System Modeler 1.0   | Mars 2011      |
| System Modeler 3.0   | Mai 2012       |
| System Modeler 4.0   | Juillet 2014   |
| System Modeler 4.0.1 | Septembre 2014 |
| System Modeler 4.1   | Mars 2015      |
| System Modeler 4.2   | Décembre 2015  |
| System Modeler 4.3   | Octobre 2016   |
| System Modeler 5.0   | Juillet 2017   |
| System Modeler 5.1   | Mars 2018      |
| System Modeler 12.0  | Avril 2019     |
| System Modeler 12.1  | Mars 2020      |
| System Modeler 12.2  | Décembre 2020  |
| System Modeler 12.3  | Mai 2021       |
| System Modeler 13.0  | Décembre 2021  |
| System Modeler 13.1  | Juin 2022      |
| System Modeler 13.2  | Décembre 2022  |
| System Modeler 13.3  | Août 2023      |
| System Modeler 14.0  | Janvier 2024   |
| System Modeler 14.1  | Juillet 2024   |